# Christoph Friedrich Rømeling
Christoph Friedrich Rømeling (20. februar 1700 – 28. februar 1760 i Pinneberg) var en dansk officer, bror til Hans Henrik, Jobst Conrad og Rudolph Woldemar Rømeling.
Han var søn af generalløjtnant Patroclus Rømeling, blev 1726 premierløjtnant ved Garden til Fods, kompagnichef 1732, major og generaladjudant 1734, oberstløjtnant 1743 ved sin bror J.C. Rømelings regiment, oberst af infanteriet 1750, chef for 1. akershusiske regiment 1754, generalmajor 1756 og døde 1760. Hans regiment fik 1758 navn af søndenfjeldske gevorbne infanteriregiment.
16. april 1733 ægtede han på Akergård i Hamar Anna Georgine Sophie Brockenhuus (21. april 1716 på Akergård – 2. februar 1781 i Christiania), datter af Jørgen Otto og Bertha Magdalene Brockenhuus og søster til generalløjtnant Ove Frederik Brockenhuus.